# Здобич (фільм)
«Здобич» (або «Залишитися живим»; норв. Fritt Vilt; у англомовному прокаті англ. Cold Prey) — норвезький фільм жахів 2006 року. Прем'єра у Норвегії відбулась 13 жовтня 2006 року. Фільм отримав позитивні відгуки і був визнаний одним з найкращих сучасних фільмів-жахів Норвегії.
Слоган — «Вони не знали, що цей спуск стане останнім …».

## Сюжет
П'ятеро друзів (Ерік, Яніке, Мікал, Інгуна, Мортен) з наміром відпочити виїхали на сноубординг до Ютунхеймену. Під час катання Мортен ламає ногу. Через неможливість викликати допомогу по стільниковому телефону вони вирішують спускатися з гір самостійно. Під час спуску вони помічають будівлю в горах, і вирішивши, що там наявний зв'язок вони направляються туди. Проте як виявилося це занедбаний готель де компанія вирішує переночувати. У цей час за ними спостерігає якийсь чоловік з гір. Цій людині не подобається, що на його територію вступили без запрошення.

## У ролях
- Інгрід Болсай Бердал — Яніке
- Рольф Кристіан Ларсен Мортен
- Томас Альф Ларсен — Ерік
- Андре Мартін Мідтстайген Мікал
- Вфкторія Вінгі — Інгунн
- Руне Мелбі — людина з гір (вбивця)
- Ерік Скйеггедаль — хлопчик
- Тоні Лунде — мати
- Халлвард Холмен — батько

## Зйомки
Зйомки проходили з 17 січня по 4 березня 2006 Фільм знімався на вершині гори Ютунхеймен. Вертольотам доводилося піднімати 20 тонн обладнання на вершину гори, а температура там була — 25 градусів за Цельсієм.

## Сиквели
У 2008 році режисером Матсом Штенберг було знято продовження «Здобич: Воскресіння»і в 2010 році режисер Міккел Бренне Сандемус зняв ще один сиквел "Здобич 3 "..